# Jorge Ramírez
Jorge Ramírez (ur. 11 lipca 1977) – kubański piłkarz występujący na pozycji pomocnika. Zawodnik klubu CF Granma.

## Kariera klubowa
Ramírez grał w zespole CF Granma.

## Kariera reprezentacyjna
W reprezentacji Kuby Ramírez zadebiutował w 2002 roku. W tym samym roku znalazł się w drużynie na Złoty Puchar CONCACAF. Zagrał na nim w meczach ze Stanami Zjednoczonymi (0:1) i Koreą Południową (0:0), a Kuba zakończyła turniej na fazie grupowej.
W 2003 roku Ramírez ponownie wziął udział w Złotym Pucharze CONCACAF. Wystąpił na nim w spotkaniach z Kanadą (2:0), Kostaryką (0:3) i Stanami Zjednoczonymi (0:5), a Kuba dotarła w turnieju do ćwierćfinału.
W 2005 roku po raz ostatni został powołany do kadry na Złoty Puchar CONCACAF. Zagrał na nim w meczu z Kostaryką (1:3), a Kuba znowu zakończyła turniej na fazie grupowej.
W latach 2002–2005 w drużynie narodowej Ramírez rozegrał łącznie 28 spotkań i zdobył 1 bramkę.